# Iskandaria
Genre
Iskandaria est un genre de poissons téléostéens de la famille des Nemacheilidae et de l'ordre des Cypriniformes. Iskandaria est un genre de « loches de pierre » originaire d'Asie centrale.

## Liste des espèces
Selon Kottelat, M. (2012):
- Iskandaria kuschakewitschi (Herzenstein, 1890)
- Iskandaria pardalis (Turdakov, 1941)

### Note
Selon FishBase (19 juillet 2015):
- Iskandaria kuschakewitschi (Herzenstein, 1890)